# Vành đai sao Kim

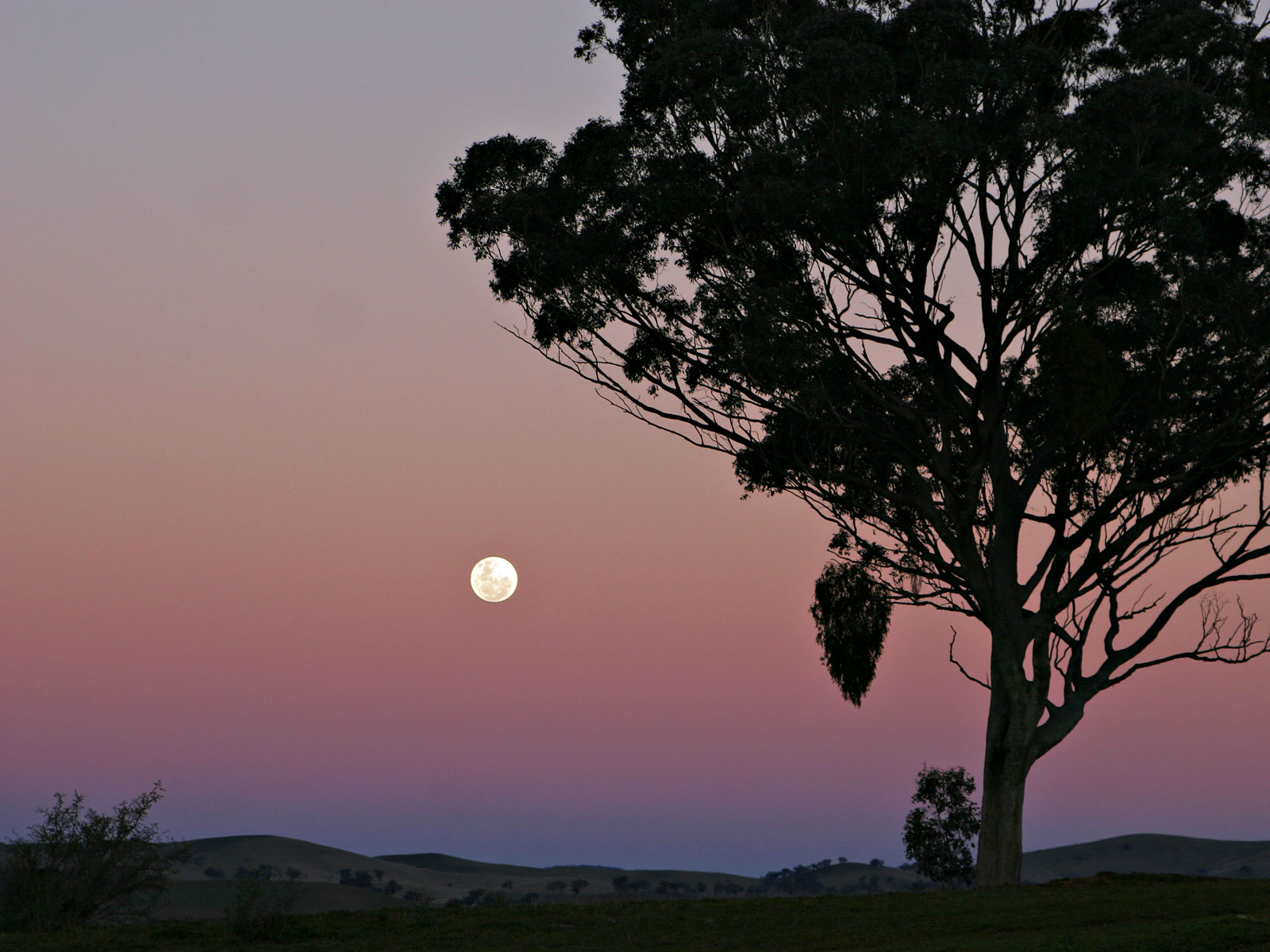
Mặt Trăng được thấy sau Thắt lưng Thần Vệ Nữ. Chú ý rằng Mặt Trăng tròn ở giữa bức ảnh, vậy Mặt Trời đang ở phía sau máy ảnh, dưới đường chân trời.

Thắt lưng thần Vệ Nữ hay còn gọi là "Vành đai sao Kim" (tiếng Anh: Belt of Venus) là một hiện tượng quang học khí quyển được thấy vào khoảng thời gian chạng vạng dân dụng sau khi Mặt Trời lặn hoặc trước khi Mặt Trời mọc, ở phía đối diện với Mặt Trời. Nó xuất hiện dưới dạng một dải ánh sáng màu hồng nhạt kéo dài khoảng 10° đến 20° trên đường chân trời. Thường thì dải hồng được tách ra khỏi chân trời bởi một lớp tối, là bóng của Trái Đất hay "phân khúc tối". Ánh sáng màu hồng của nó là do tán xạ ngược của ánh sáng đỏ từ Mặt Trời mọc hoặc lặn. Một hiệu ứng màu sắc tương tự có thể được nhìn thấy trên bề mặt Mặt Trăng trong khi nguyệt thực toàn phần.

ALMA và Chajnantor lúc chạng vạng, nằm giữa hai nhóm của ăng-ten: Bóng của Trái Đất và hiện tượng thắt lưng thần Vệ Nữ.

Vành đai sao Kim có thể nói là một dạng alpenglow xuất hiện gần đường chân trời lúc chạng vạng, phía trên điểm đối nhật. Giống như alpenglow, nó cũng được gây ra bởi sự tán xạ ngược của ánh mặt trời đỏ, nhưng nó khác với alpenglow thường ở chỗ ánh mặt trời bị tán xạ bởi các hạt mịn gây ra Vành đai sao Kim ở trên cao trong bầu khí quyển.
Tên gọi của hiện tượng này ám chỉ đến cestus, một từ cổ để chỉ thắt lưng hoặc băng đeo ngực, của nữ thần Hy Lạp cổ đại Aphrodite, trong văn hóa thường được đồng nhất với nữ thần La Mã Venus. Venus còn là tên phương Tây đặt cho Sao Kim. Tuy nhiên, bởi vì ly giác (tức là khoảng cách góc từ Trái Đất giữa Mặt Trời và một thiên thể trong hệ Mặt Trời) của Sao Kim chỉ vào khoảng 45–48° nên hành tinh bên trong này, đối với hệ quy chiếu của Trái Đất, không bao giờ xuất hiện ở phía đối diện với Mặt Trời (tức là vị trí xung đối với hoàng kinh lệch nhau 180° trong tọa độ hoàng đạo) trên bầu trời và vì thế không nằm trong Vành đai sao Kim.

## Thư viện ảnh

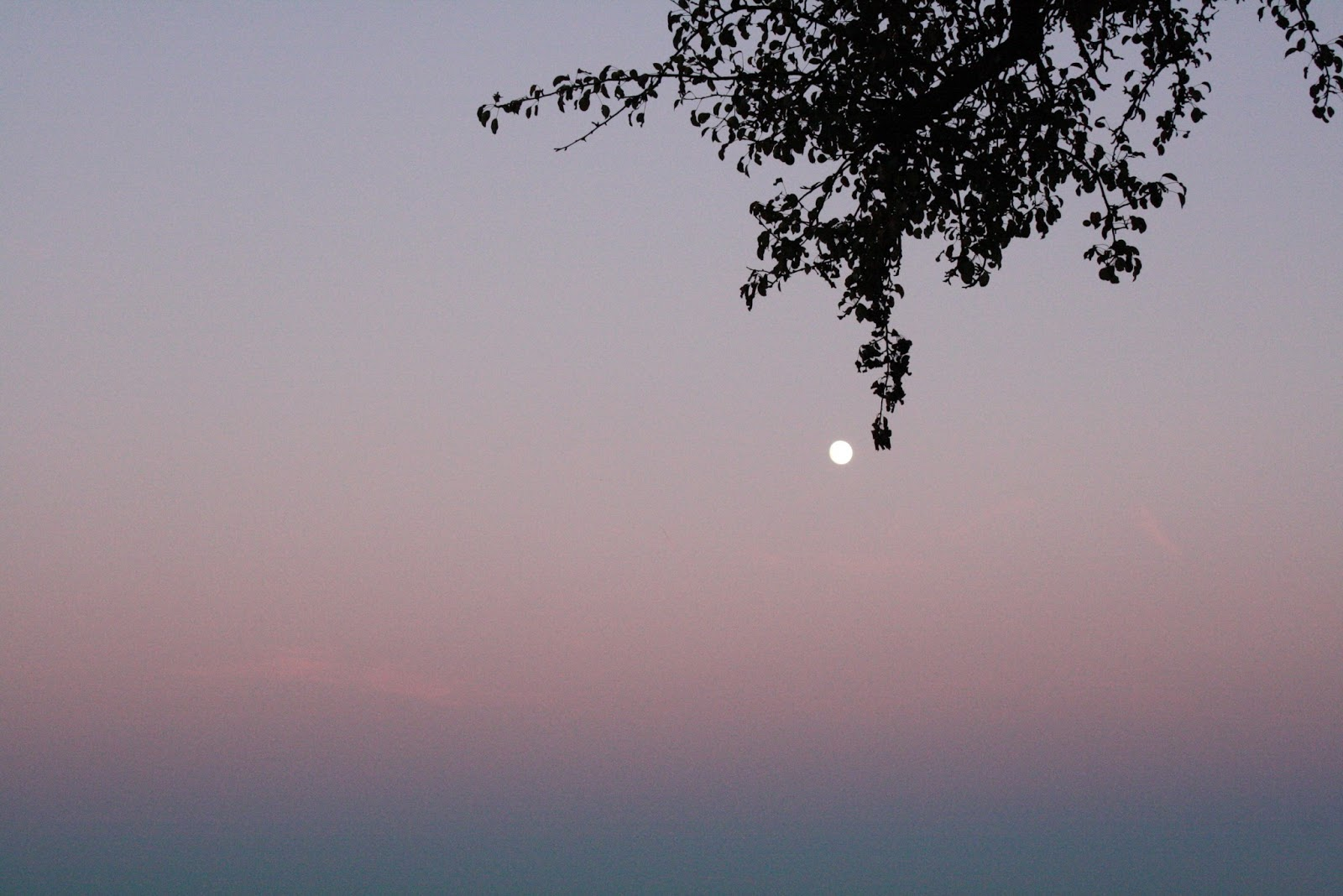
Mặt Trăng tròn mọc giữa Vành đai sao Kim gần Linz, Áo
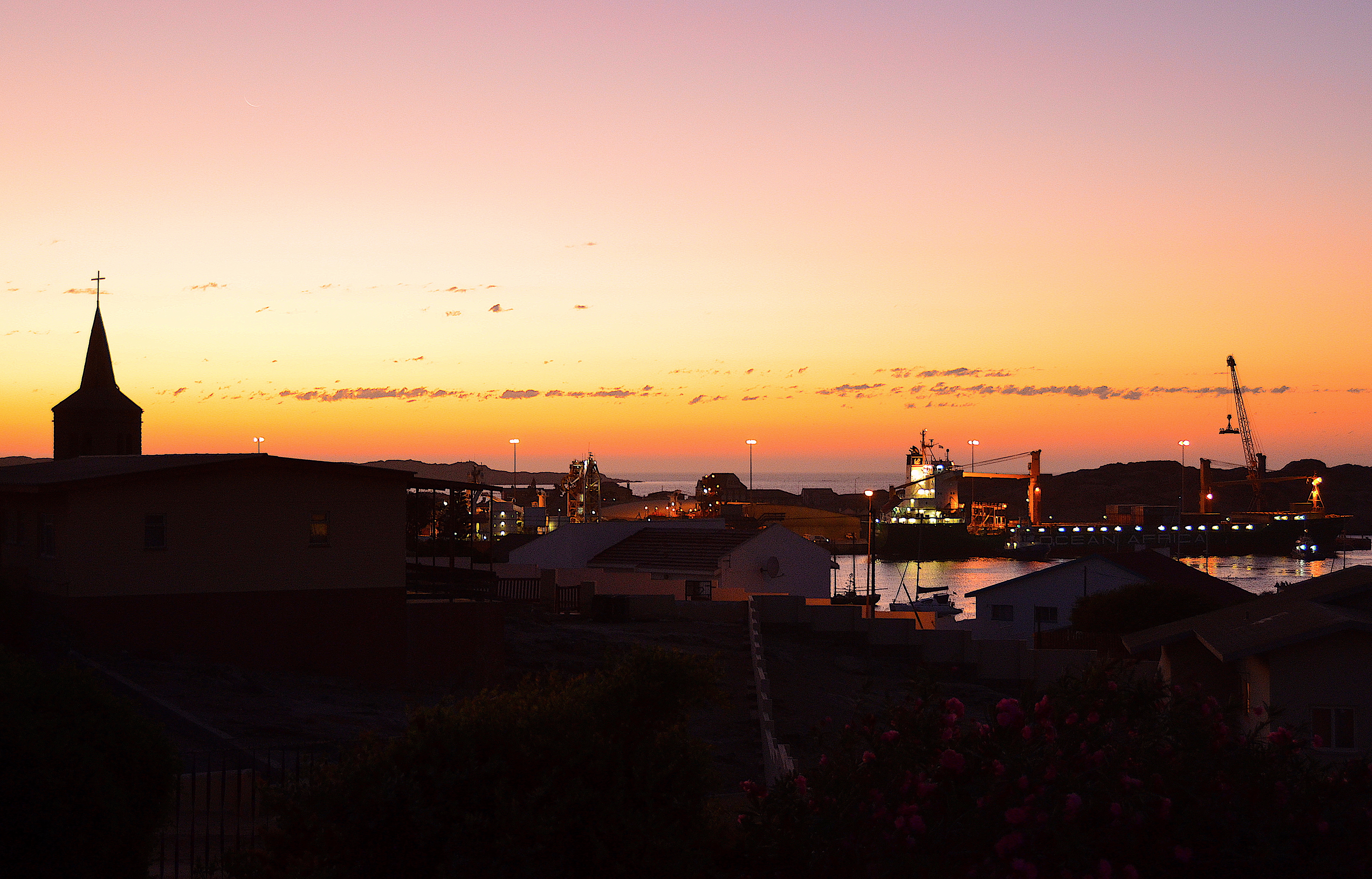
Vành đai sao Kim nhìn từ Lüderitz Bay ở Namibia (2017)
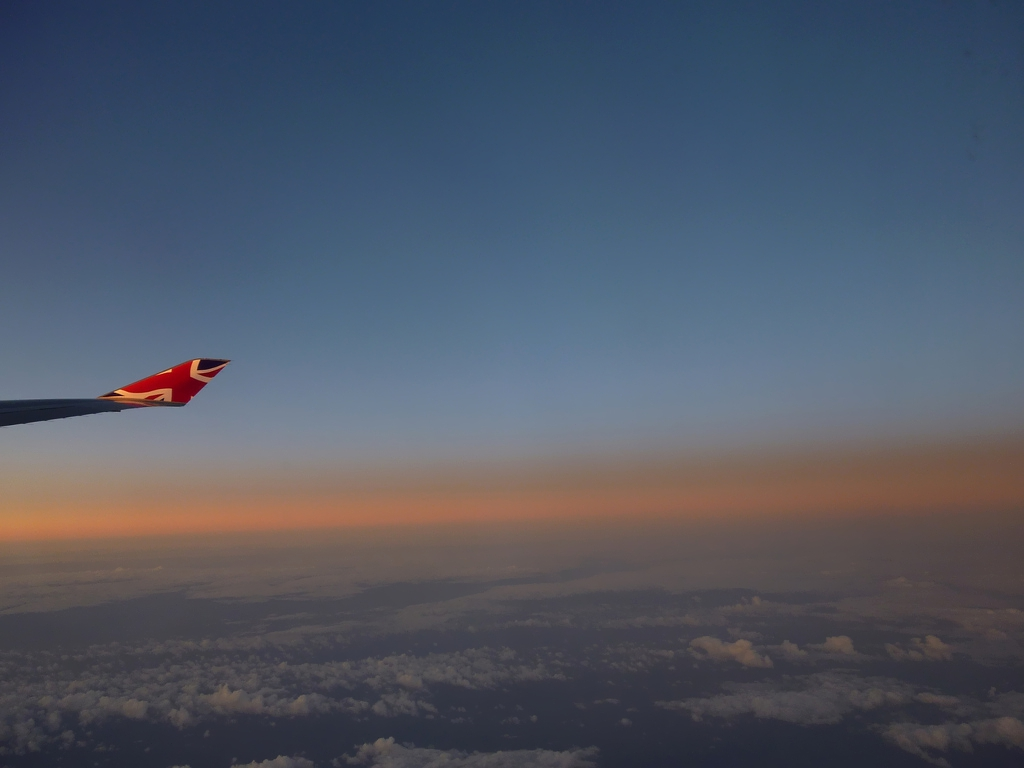
Vành đai sao Kim nhìn từ máy bay ở độ cao 42.000 ft (13.000 m)
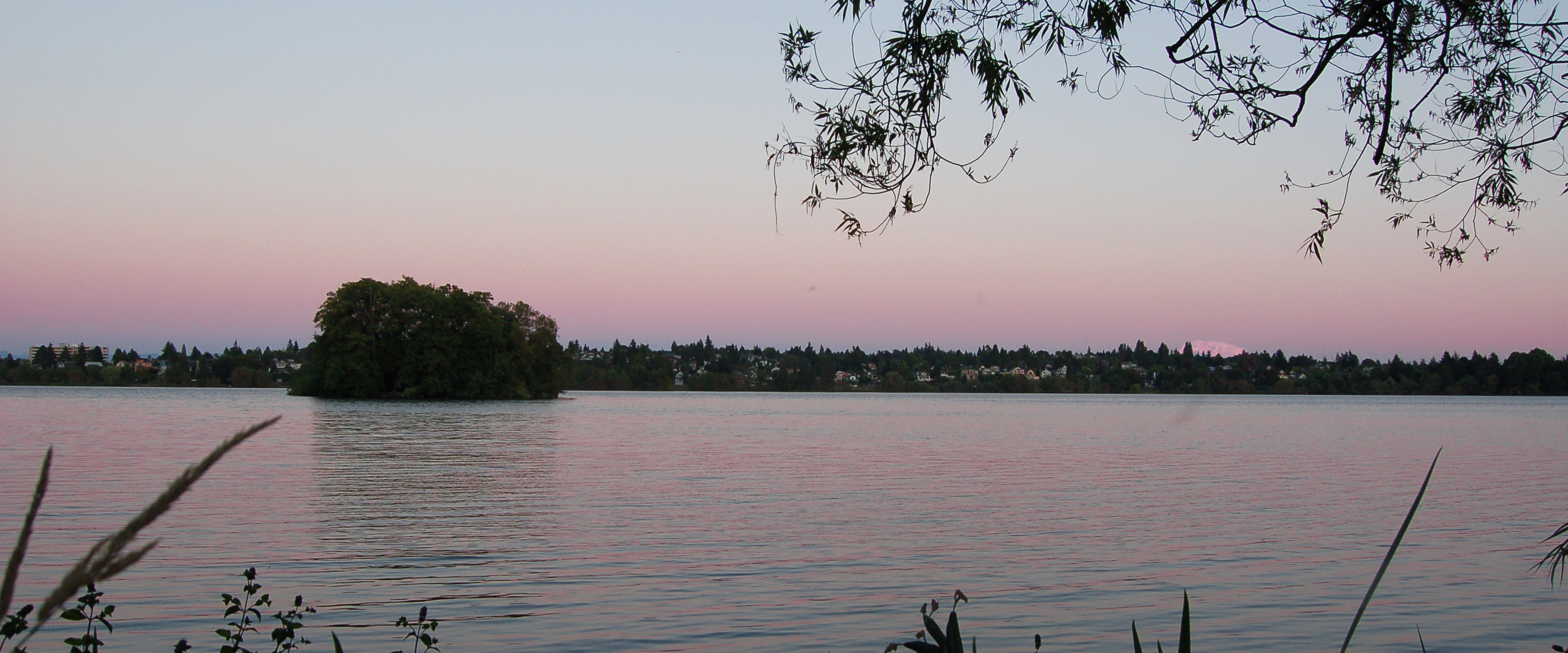
Thắt lưng Thần Vệ Nữ được thấy ở một cái hồ tại Seattle, Washington.